# Intelligence Star
L'Intelligence Star est une récompense rare accordée par la Central Intelligence Agency (CIA) à ses agents pour « des actes volontaires de courage effectués dans des conditions périlleuses ou pour des actes remarquables ou pour des services distingués rendus dans des conditions de grave risque » (« For voluntary acts of courage performed under hazardous conditions or for outstanding achievements or services rendered with distinction under conditions of grave risk. »). 
Elle est accordée par le directeur de la CIA et plus spécifiquement pour des actes d'héroïsme extraordinaire. Il s'agit de la plus haute distinction pour courage de l'agence après la Distinguished Intelligence Cross, étant ainsi l'équivalent de la Silver Star, la récompense militaire pour héroïsme extraordinaire au combat. Seules quelques douzaines de personnes ont reçu cette récompense (souvent à titre posthume), faisant d'elle l'une des plus rares récompenses accordées par le gouvernement des États-Unis d'Amérique.

## Récipiendaires
La plupart des récipiendaires sont des agents des opérations paramilitaires de la branche terrestre des groupes d'opérations spéciales de la division des activités spéciales (SAD/SOG) qui sélectionne ses membres dans les meilleures unités d'élites comme les unités DEVGRU & SEAL de l'US Navy, le 75e régiment de rangers et les forces spéciales de l'US Army, les forces de reconnaissance et du commandement des opérations spéciales des US Marines.
Les récipiendaires dont l'identité est connue sont 
- Grayston L. Lynch
- Félix Ismael Rodríguez
- Douglas Seymour MacKiernan
- Anthony Alexander Poshepny
- Wilbur "Will" Green
- George Bacon
- John Merriman
- Howard Phillips Hart
- William Francis Buckley
- Francis Gary Powers
- Black Shield pilots
- André V. Kesteloot
- Antonio J. Mendez
- Thomas Willard Ray
- Larry N. Freedman
- Greg Vogle
- Johnny Micheal Spann
- Michael Patrick Mulroy

## Le mur mémorial de la CIA
Le mémorial de la CIA (CIA memorial wall), localisé dans le hall d'entrée du quartier originel de Langley, honore les employés morts en service. Au 21 mai 2012, nombre des 103 agents tués en service représentés sur le mur ont également reçu l'Intelligence Star.

## L'Intelligence Star dans la culture populaire.
- Les personnages de John Clark et de Jack Ryan, créés par Tom Clancy, reçurent chacun plusieurs Intelligence Star au cours de leur carrière.
- En 2003, dans le roman True Honor de Dee Henderson (en), le personnage principal reçoit l'Intelligence Star.
- Dans le film La Recrue de 2003, Colin Farrell joue un agent de la CIA dont le père, tué en service, a reçu une Intelligence Star.
- En 2005, dans le roman Maximum Security de la série CHERUB de Robert Muchamore, James et Lauren Adams et Dave Moss ont tous reçu l'Intelligence Star.
- En 2007, dans le roman The assassin d'Andrew Britton, un ancien officier des forces spéciales devient un agent paramilitaire de la CIA et reçoit finalement l'Intelligence Star et la Distinguished Intelligence Cross.
- En 2009, dans le pilote de la série NCIS : Los Angeles, Hetty Lange, la directrice des opérations du bureau des projets spéciaux reçoit une Intelligence Star.
- Dans le film Argo (2012), Ben Affleck, qui joue le rôle, réel, de l'agent Tony Mendez reçoit une Intelligence Star pour son travail dans le subterfuge canadien.
- Dans le film Dying of the Light de 2014, Nicolas Cage joue Evan Lake décrit comme le seul récipiendaire vivant de l'Intelligence Star.